# 劉之沂
劉之沂（1561年—1632年），字浴之，號魯南，山東青州府博兴县軍籍，明朝、南明政治人物。

## 生平
萬曆十九年（1591年）辛卯科山東鄉試舉人，二十六年（1598年）戊戌科進士。刑部觀政，初授盐城县知县，二十七年调繁江都县，三十二年擢南京兵部主事，三十五年晉郎中，三十六年出为饶州府知府，四十年升江西南赣道副使，因与撫臣不合，四十二年被降职，遂辞官归乡。以給事中官應震荐，四十四年補任湖广右参议，分守湖北道，驻辰州府督粮。四十八年升任河南督粮道副使，天啓三年（1623年）升湖广武昌道右参政，辞不就职，身後入祀鄉賢祠。生于明嘉靖四十年（1561年）八月二十四日，卒于崇祯五年（1632年）六月二十六日，享年七十二。

## 家族
曾祖劉玘。祖父劉经，寿官。父刘梦旐（？-1580年），以子刘之沂贵，赠文林郎，江都县知县；又赠承德郎，兵部主事；又赠中宪大夫，饶州府知府。母贾氏，万历十三年（1585年）卒，累赠恭人。弟刘之沇、刘之溶。妹夫顧頤，同科進士。
娶馬氏，累封恭人。子劉正道、劉正達。孫劉倬、刘倓。